# Hố Nai
Hố Nai is een phường van Biên Hòa, de hoofdstad van de provincie Đồng Nai.